# SporTV 2
SporTV 2 es un canal de televisión por suscripción brasileño especializado en deportes. Fue lanzado en diciembre de 2003 y es el segundo canal de SporTV.
Transmite eventos deportivos, cuando dos eventos están trasmitiéndose al mismo tiempo el otro evento va para este canal.

## Programas
- Baú do Esporte
- Ça Va Paris
- Faixa Olímpica
- Galeria SporTV
- Super Vôlei

## Sitio Oficial
- Sitio oficial del SporTV

- Datos: Q17996860